# The BMJ
Pour les articles homonymes, voir BMJ.
The BMJ, anciennement nommé British Medical Journal, est une revue médicale britannique existant depuis 1840. C'est l'une des revues de médecine générale les plus lues dans le monde. Il est publié par le BMJ Publishing Group Ltd dont les autres publications comprennent 22 journaux affiliés à des spécialités médicales telles que The Journal of Neurology, Neurosurgery and Psychiatry, Heart, Thorax ou encore Student BMJ destiné aux étudiants en médecine.
Initialement dénommé le British Medical Journal, le titre a été abrégé en BMJ en 1988, avant de prendre en 2014 le titre The BMJ,.
Son facteur d'impact est de 17,445 (ISI Web of Science, 2014).